# Cerebelo
O cerebelo é uma região localizada na fossa posterior do crânio, e é coberto superiormente pelo tentório do cerebelo. É a maior parte do rombencéfalo e situa-se posteriormente ao quarto ventrículo, ponte e bulbo. O cerebelo tem um formato ligeiramente ovoide e apresenta uma constrição em sua parte mediana. É constituído por dois hemisférios do cerebelo, unidos pelo verme do cerebelo mediano e estreito. O cerebelo está conectado com a face posterior do tronco encefálico por três feixes simétricos de fibras nervosas, denominados pedúnculos cerebelares superior, médio e inferior.

### Funções
1. O Cerebelo recebe informações aferentes sobre os movimentos voluntários a partir do córtex cerebral e dos músculos, tendões e articulações.[1]
2. Recebe informações sobre o equilíbrio a partir do nervo vestibular e, possivelmente, sobre a visão por meio do trato tetocerebelar.[1]

## Origem embrionária
O Cerebelo tem origem na parte posterior das placas alares do metencéfalo. Estas placas inclinam-se, internamente, de cada lado, para formar os lábios rômbicos. Estes, ao longo do desenvolvimento, aumentam de tamanho e projetam-se, caudalmente, sobre a placa do tecto do 4º ventrículo e unem-se na linha média, para formar o cerebelo. Na décima segunda semana do desenvolvimento embrionário, pode reconhecer-se uma estrutura pequena, na linha média, o vérmis do cerebelo, e duas partes externas, os hemisférios cerebelosos. Por volta do final do quarto mês, aparecem fissuras na superfície do cerebelo e desenvolvem-se gradualmente, as folhas características do cerebelo adulto. Os neuroblastos derivados das células da matriz, na zona ventricular, migram para a superfície do cerebelo e acabam por dar origem aos neurónios que formam o córtex cerebeloso. Outros neuroblastos permanecem próximos à superfície ventricular e diferenciam-se nos núcleos intracerebelosos (núcleos de substância cinzenta integrados na substância branca central). No desenvolvimento subsequente, os axónios dos neurónios que formam esses núcleos crescem para fora do mesencéfalo, chegando ao córtex cerebral. Deste modo, estas fibras vão formar a maior parte do pedúnculo cerebeloso superior. Posteriormente, o crescimento dos axónios das fibras ponto-cerebelosas e das fibras córtico-ponticas ligará o córtex cerebral ao cerebelo, formando-se, então, o pedúnculo cerebeloso médio. O pedúnculo cerebeloso inferior será formado, principalmente, pelo crescimento dos axónios sensoriais da medula espinhal, dos núcleos vestibulares e dos núcleos olivares.

## Anatomia
O cerebelo é a maior massa do encéfalo que se encontra dorsal à ponte e o bulbo, formando com essas estruturas a cavidade do quarto ventrículo. Situa-se abaixo do tentório do cerebelo na fossa posterior do crânio, separado do cérebro por um folheto da dura-máter. Possui formato praticamente ovalado, porém constringido mediamente e achatado na porção inferior, tendo seu maior diâmetro no sentido latero-lateral. Sua superfície não é convoluta como a do cérebro, porém cruzada por numerosos sulcos, que variam de profundidade dependendo da localização. Seu peso médio no homem é de aproximadamente 150 g. Em um adulto a proporção entre o cerebelo e o cérebro é de 1:8, em crianças é de 1:20. Consiste em dois hemisférios laterais unidos por uma parte média estreita, o vermis.
Podemos dividi-lo em substância branca (interior) e substância cinzenta (exterior). A substância branca é constituída por fibras nervosas mielinizadas eferentes e aferentes. A substância cinzenta pode ser subdividida em 3 camadas:
-Camada molecular
-Camada de células de purkinje 
-Camada granular

## Anatomia descritiva

### Localização
O Cerebelo fica situado na fossa craniana posterior (fossas cerebelares do occipital), sendo coberto superiormente pela tenda do cerebelo. Constitui a maior parte do cérebro posterior, ficando posterior ao quarto ventrículo, à ponte e ao bulbo. 

### Forma
Tem uma forma quase ovóide ou de borboleta, alongado transversalmente e achatado ântero-posteriormente com constrição na porção mediana, o vérmis, consistindo essencialmente em dois hemisférios cerebelares. Participa na formação do 4º ventrículo.

### Ligação ao tronco cerebral
O cerebelo fica preso à face posterior do tronco encefálico por três feixes simétricos de fibras nervosas, os pedúnculos cerebelosos inferior, médio e superior. 
Liga-se à medula e bulbo pelo pedúnculo cerebeloso inferior, à ponte pelo pedúnculo cerebeloso médio e ao mesencéfalo pelo pedúnculo cerebeloso superior.

### Configuração exterior
Relativamente à configuração externa e para efeitos descritivos divide-se o cerebelo em três faces, superior, inferior e anterior. 
Face superior:
- Vérmis: proeminência sobre a linha média;
- Hemisférios cerebelosos: de cada lado do vérmis superior;
- Bordo circunferencial do cerebelo: separa a face superior das restantes e apresenta duas chanfraduras médias, uma anterior, larga e pouco profunda, em relação com a face posterior do mesencéfalo, e uma posterior, mais estreita e profunda, de onde sobressai a folha/prega (folium) do vérmis;
- Fissura primária: separa na face superior o lobo anterior do posterior;
- Fissura horizontal de Vicq d’Azyr.

Face inferior:
- Valécula ou grande cissura mediana do cerebelo: depressão ântero-posterior, em cujo fundo está o vérmis inferior do cerebelo;
- Hemisférios cerebelosos: de cada lado do vérmis inferior, separados deste por dois sulcos profundos;
- Fissura retrotonsilar: separa a amígdala do restante lobo posterior.

Face anterior:
- A face anterior encontra-se orientada para baixo e é ocupada por um prolongamento do fundo de saco do 4º ventrículo, o fastígio, em forma de losango, limitado por:

1. Língula: extremo anterior do vérmis superior, em cima;
2. Véu medular superior ou válvula de Vieussens: em cima, prolonga lateralmente a língula. É uma membrana nervosa que recobre a metade superior do prolongamento cerebeloso do 4º ventrículo
3. Nódulo: extremo anterior do vérmis inferior, em baixo;
4. Véu medular inferior ou válvula de Tarin: em baixo, de cada lado do nódulo. É uma membrana nervosa, contígua com a membrana tectória que forma a parede posterior da metade inferior do 4º ventrículo. Estendem-se desde o nódulo, onde se unem, até ao extremo interno do flóculos;
5. Pedúnculos cerebelosos: nos lados, em cima;
6. Amígdalas: dos lados em baixo.

- Nesta face também se destacam duas fissuras: a fissura horizontal de Vicq d’Azyr e a fissura Úvulo-nodular ou póstero-lateral, que separa o lobo flóculo-nodular do lobo posterior.

Outra forma de descrever o cerebelo é dividi-lo em 3 lobos principais: anterior, posterior/médio e flóculo nodular. Os lóbulos do cerebelo surgem pela divisão feita por sulcos de 1ª ordem sobre o vérmis e os hemisférios cerebelares. Vai desde a válvula de Vieussens (anteriormente) à válvula de Tarin( posteriormente). Do ponto de vista funcional, de uma forma geral, os lóbulos vão apresentar-se integrados na função principal dos lobos a que pertencem e existem ainda mais duas divisões funcionais: anatómica e a filogenética.

### Configuração interior
Quanto à configuração interior, podemos dividi-lo entre uma zona de substância cinzenta, periférica, e uma zona de substância branca central, na qual se encontram núcleos intracerebelosos de substância cinzenta, para alem de fibras mielinizadas.

#### Substância Cinzenta
Núcleos cinzentos centrais ou núcleos intracerebelosos + córtex cerebeloso
Núcleos intracerebelosos: 
- Quatro massas de substância cinzenta envoltas em substância branca do cerebelo, de cada lado da linha média.
- Neurónios multipolares com dendrites simples. Os seus axónios passam pelos pedúnculos cerebelosos superior e inferior. De fora para dentro:

1. Núcleo dentado: o maior núcleo. Forma de saco aberto para fora, em que o interior do saco é preenchido por substância cinzenta (fibras eferentes deste núcleo que formam grande parte do pedúnculo cerebelar superior). Pertence ao Neocerebelo;
2. Núcleo emboliforme: ovóide, cobrindo parcialmente o hilo do núcleo dentado. Pertence ao Paleocerebelo;
3. Núcleo globoso: conjunto de um ou mais grupos de células arredondados. Pertence ao Paleocerebelo;
4. Núcleo fastigial: no vérmis e perto do tecto do 4º ventrículo. Maior que o núcleo globoso. Pertence ao Arqueocerebelo.

### Córtex Cerebeloso
Folha pregueada que envolve o conteúdo do cerebelo, formada por inúmeras pregas/folium separadas por sulcos transversais. Cada prega apresenta na porção central substância branca revestida por substância cinzenta. Um corte paramediano salienta inúmeras ramificações cerebelosas, tomando a estrutura o nome de Arbor vitae (árvore da vida).
Apresenta três camadas com diferente constituição celular: 
1. Camada molecular (externa) – dois tipos de neurónios, células estreladas (externamente), e células em cesto (mais internas, de associação, podendo ser curtas ou longas). Estes neurónios estão dispersos entre dendrites e fibras paralelas ao longo eixo da prega/folium.
2. Camada ganglionar ou das células de purkinje: neurónios Golgi tipo I dispostos numa única camada. As dendrites penetram na camada molecular, desenvolvendo ramificações cujas porções terminais estão cobertas por espinhas dendríticas, as quais sinapsam com fibras paralelas (axónios das células granulares). Os axónios das células de Purkinje atravessam a camada granular, penetram na substância branca (ganhando uma bainha mielínica) e sinapsam com os núcleos intracerebelosos. Alguns destes axónios sinapsam directamente com os núcleos vestibulares. Ramos colaterais destes axónios sinapsam com as células em cesto e estreladas.
3. Camada granular (interna): as células granulares apresentam 4 a 5 ramificações dendríticas que sinapsam com fibras musgosas (input). Os axónios das células granulares penetram na camada molecular e aí bifurcam-se em T. Os seus ramos de bifurcação (fibras paralelas) sinapsam com as espinhas dendríticas das células de Purkinje. Também estão presentes células Golgi, que apresentam ramificações dendríticas para a camada molecular e cujos axónios ramificados sinapsam com dendrites das células granulares.

## Divisões do Cerebelo

Imagem animada de um cerebelo.

A divisão filogenética considera o cerebelo dividido em 3 porções segundo as suas diferentes origens no tempo:
1. Arqueocerebelo - corresponde ao lobo flóculo nodular. É o centro de equilíbrio, recebendo informação dos núcleos vestibulares (feixe vestíbulo-cereboloso).
2. Paleocerebelo - corresponde ao lobo anterior+pirâmide e úvula. É o centro de tratamento de informação proprioceptiva. Regula o tónus muscular e a postura. As vias aferentes são as da sensibilidade Proprioceptiva (feixes espinho-cerebelares posterior e anterior).
3. Neocerebelo - lobo posterior, responsável pela coordenação de movimentos finos. Está em relação com o córtex cerebral através da via cortico-ponto-cerebelosa (aferente) e do feixe dentato-rubro-talâmico-cortical (eferente).

### Os vérmis (superior ao inferior)

As regiões do cérebro, com o cerebelo em rosa.

- Língua
- Lóbulo central
- Cúlmen
- Declive
- Folium
- Túber
- Pirâmide
- Uvula
- Nódulo

### Fissuras (seguindo os vérmis)
- Começando após o vérmis Língua
- Pré-central
- Pré-culminar
- Prima
- Pós-clival
- Horizontal
- Pré-piramidal
- Pós-piramidal
- Póstero-lateral

### Lobo floculonodular ou vestibulocerebelo
Está envolvido na manutenção do equilíbrio dado que as suas projeções aferentes provêm dos núcleos vestibulares. Conexões aferentes chegam ao cerebelo pelo fascículo vestibulocerebelar, as quais trazem informações originadas na parte vestibular do ouvido interno sobre a posição da cabeça, importante para manutenção do equilíbrio e postura. 

### Lobo anterior
Consiste essencialmente na parte anterior do vermis e do córtex paravermiano. Tendo em conta que as suas projeções provêm dos músculos e tendões dos membros, este lobo está mais relacionado com a postura, tônus muscular e controle da coordenação dos membros inferiores, principalmente na marcha.

### Lobo posterior ou neocerebelo
Composto pela parte média do vermis e pelas suas extensões laterais que formam em grande parte os hemisférios cerebelares. Este lobo está envolvido na coordenação dos movimentos finos iniciados pelo córtex cerebral.

## Aspectos funcionais das células do córtex cerebeloso
As células Trepadeiras e musgosas são as principais vias aferentes(input) para o córtex exercendo efeito excitatório sobre as células de Purkinje que existem na camada ganglionar, penetrando depois na substância branca.
As células trepadeiras são as terminações nervosas das fibras dos tractos olivo-cerebelares, vão subir através das camadas do córtex, atravessam a camada granulosa e terminam na molecular onde as suas fibras se vão enrolar em torno das dendrites das células de Purkinje( no entanto ao atravessarem a camada granulosa vão sinapsar com as ramificações dendríticas doas células granulares).
Uma célula de Purkinje apenas contacta com uma célula trepadeira, uma célula trepadeira pode ligar-se até 10 células de Purkinje.
Quanto às células musgosas, estas são fibras terminais provenientes dos tractos ponto-cerebelares, espinho cerebelares e vestíbulo-cerebelares. Apresentam função excitatória, são muito ramificadas, sendo 1 célula capaz de estimular milhares de células de Purkinje ( também se ligam às células granulosas, a interneurónios inibitórios e aos núcleos cerebelosos).
Quanto às células estreladas, em cesto e Golgi, estas são neurónios inibitórios tendo capacidade para limitar a área excitada e influenciar o grau de excitação das células de Purkinje que lhes é conferido pelas células trepadeiras e musgosas. Basicamente, exercem uma função inibitória sobre as células de Purkinje.
Células de Purkinje - verdadeiramente as unidades funcionais do córtex cerebeloso. Transmitem impulsos nervosos inibitórios flutuantes até aos núcleos intracerebelosos que vão modificar a actividade muscular através das vias de controlo motor do tronco e córtex cerebral.
Os núcleos cerebelosos vão então receber informação de 2 vias distintas:
- vias inibitórias: das células de Purkinje e dos núcleos vestibulares;
- vias excitatórias: dos ramos das células trepadeiras e musgosas.

Assim sendo a aferência para o cerebelo envia informações excitatórias para os núcleos através das células musgosas e trepadeiras que recebem, após algum tempo, informação cortical processada, inibitória, por parte das células de Purkinje. Quanto à informação eferente, normalmente a excitatória, parte dos núcleos para a medula espinhal e encéfalo. Este é o mecanismo que permite a coordenação dos movimentos. O que acontece quando este mecanismo falha e as células de Purkinje são constantemente inibidas pelos interneurónios? Os impulsos dos núcleos do cerebelo vão ser conduzidos sempre levando a distúrbios do movimento.
Está disposta em redor dos núcleos intracerebelosos, sob o córtex cerebeloso e prolonga-se pelos pedúnculos cerebelosos.
Há 3 grupos distintos de fibras:
1. Fibras intracerebelosas/intrínsecas - ligação entre os hemisférios e entre o hemisfério e o vérmis do mesmo lado.
2. Fibras de projecção aferentes - constituem a maior parte da substância branca, atingem o córtex cerebeloso, perdendo a bainha de mielina. Terminam como fibras trepadeiras ou musgosas. Entram no cerebelo pelos pedúnculos cerebelar superior, médio e inferior.
3. Fibras de projecção eferentes - são constituídas por 2 neurónios, a célula de Purkinje e os neurónios dos núcleos intracerebelosos. As fibras do núcleo dentado, emboliforme e globoso vão sair pelo pedúnculo cerebelar superior e as do núcleo fastigial pelo inferior.

## Vias

### Vias Aferentes

#### Com origem no córtex cerebral
- Via córtico-ponto-cerebelar: As fibras córtico-ponto-cerebelares têm origem nos lobos frontal, parietal, temporal e occipital do córtex cerebral, descem pela corona radiata e cápsula interna, terminando nos núcleos pônticos. Estes núcleos dão as fibras transversas da protuberância, que cruzam a linha média e entram no hemisfério cerebelar contralateral pelos pedúnculos cerebelares médios.
- Via córtico-olivo-cerebelar: Estas fibras originam-se nos lobos frontal, parietal, temporal e occipital, descem pela corona radiata e cápsula interna e terminam bilateralmente nos núcleos olivares inferiores. Estes núcleos dão fibras que cruzam a linha média e entram no córtex cerebelar contralateral pelos pedúnculos cerebelosos inferiores, terminando como fibras ascendentes.
- Via córtico-reticulo-cerebelar: Estas fibras têm origem nas áreas somatoestésica e motora, principalmente. Descem e terminam na formação reticular da protuberância e bulbo, bilateralmente. A formação reticular dá fibras retículo-cerebelares que entram no córtex cerebelar homolateral, através do pedúnculo cerebelar inferior. Esta conexão é importante no controlo dos movimentos voluntários: a informação que diz respeito ao início do movimento, no córtex cerebral, é transmitida para o cerebelo, a fim de que o movimento seja monitorizado e possam ser feitos os ajustes apropriados da actividade muscular.

#### Com origem na medula espinhal
- Via espinho-cerebelar anterior ou feixe cruzado de Gowers: os axónios que entram na medula espinhal pelas raízes posteriores terminam sinapsando com neurónios do núcleo dorsalis, na base da coluna cinzenta posterior. A maioria dos axónios cruza a linha média e sobe pelo tracto espinho cerebelar anterior contralateral; a minoria sobe pelo mesmo tracto homolateral. As fibras entram no cerebelo pelo pedúnculo cerebelar supeior e terminam como fibras musgosas no córtex cerebelar e núcleos cerebelosos. Também emitem ramos colaterais que terminam nos núcleos cerebelares profundos. As fibras que cruzaram a linha média na medula espinhal cruzam agora no cerebelo. Esta via transporta informação dos músculos e articulações dos membros superiores e inferiores, provenientes de órgãos tendinosos, fusos neuromusculares e receptores articulares.
- Via espinho-cerebelar posterior ou feixe directo de Flechsig: os axónios entram na medula pela raíz posterior, chegam à coluna cinzenta posterior, sinapsando com neurónios na base da coluna cinzenta posterior, conhecidos como núcleo dorsal. Os axónios destes neurónios seguem pelo tracto espinho–cerebelar posterior homolateral (coluna lateral) até ao bulbo. Entram no cerebelo pelo pedúnculo cerebelar inferior e terminam como fibras musgosas, dirigindo-se para o córtex e núcleos cerebelosos. Também emitem ramos colaterais que terminam nos núcleos cerebelares profundos. Esta via transporta informação músculo-articular dos fusos neuromusculares, dos órgãos tendinosos e dos receptores articulares do tronco e dos membros inferiores.
- Via cuneo-cerebelosa: origem no núcleo cuneatus do bulbo. Entram no hemisfério cerebelar do mesmo lado pelo pedúnculo cerebelar inferior, terminando com fibras musgosas que se dirigem para o córtex e núcleos cerebelares. Também emitem ramos colaterais que terminam nos núcleos cerebelares profundos. Esta via transporta informação músculo-articular dos fusos musculares, dos órgãos tendinosos e dos receptores articulares da parte superior do tórax e dos membros superiores.

#### Com origem no nervo vestibular
- Via vestibulo-cerebelar: o nervo vestibular recebe informação do ouvido interno, relacionada com o movimento, dos canais semicirculares e sobre a posição relativamente à gravidade, do utrículo e sáculo. Este nervo envia fibras aferentes directas para o hemisfério cerebelar homolateral pelo pedúnculo cerebelar inferior. Outras fibras passam primeiro pelos núcleos vestibulares, no tronco encefálico, onde fazem sinapses e são retransmitidas para o cerebelo. Todas terminam como fibras musgosas no lobo flóculo-nodular do cerebelo.

Outras vias: pequenos feixes de fibras aferentes dos núcleos rubro e do tecto do mesencéfalo. 

### Vias eferentes

#### Vias eferentes da zona medial(vérmis/arqueocerebelo)
Os axónios das células de Purkinje da zona medial, vérmis, fazem sinapse nos núcleos fastigiais.
Há então duas vias:
1. Via fastígio-vestibular: tem origem no núcleo fastigial, atravessa o pedúnculo cerebelar superior e vai terminar nos núcleos vestibulares externos de ambos os lados e daqui sai para a via vestíbulo-espinhal. O núcleo fastigial é facilitador do tónus muscular homolateral dos músculos externos.
2. Via fastigio-reticular: tem origem no núcleo fastigial, passa no pedúnculo cerebelar inferior e segue até à formação reticular de ambos os lados, daqui parte para a via retículo-espinhal.
O objectivo é a acção sobre os neurónios motores do grupo medial da coluna anterior com vista ao controle da musculatura axial e proximal dos membros.

#### Vias eferentes da zona intermédia (paleocerebelo)
Via globoso-emboliforme-rubral:
- Tem origem no núcleo globoso e emboliforme, atravessa o pedúnculo cerebelar superior e decussam na linha média, na decussação do PCS (comissura de Wernekinck). Sinapsam com neurónios do núcleo rubro e seguem pela via rubro espinal que decussa próximo da sua origem(decussação de Forel). Controla a actividade motora homolateral.

#### Vias eferentes da zona lateral (neocerebelo)
Via dento-talâmica:
- Tem origem no núcleo dentado, atravessa o pedúnculo cerebelar superior, cruza a linha média na comissura de Wernekinck e sinapsa com os neurónios do núcleo ventrolateral contralateral. Daqui partem os neurónios para a área motora primária do córtex cerebral. A partir do córtex entra na via cortico espinhal. O nervo dentado influencia a actividade motora do hemicorpo homolateral.

## Aspectos funcionais
O cerebelo refere informação aferente relacionada com:
- Movimento voluntário - do córtex e dos músculos, tendões e articulações;
- Equilíbrio - dos núcleos vestibulares;
- Visão dos núcleos tectais.

Esta informação chega ao cerebelo pelas fibras trepadeiras e musgosas e converge nas células de Purkinje.
Os axónios das células de Purkinje enviam axónios para os núcleos intracerebelosos, exercendo um efeito inibitório sobre estes. As eferências cerebelares dirigem-se para as origens das vias descendentes/motoras, que influenciam a actividade motora a nível medular(neurónios motores inferiores).
O cerebelo não estabelece ligação directa com os neurónios motores inferiores (alfa e gama) mas exerce influência sobre estes indirectamente, através do córtex e tronco cerebrais.
- O cerebelo coordena a actividade muscular voluntária e reflexa ao comparar continuamente a informação proveniente das áreas motoras do córtex cerebral com a informação recebida da acção muscular.
- É capaz de enviar de volta a informação motora do córtex cerebral de forma a inibir os músculos agonistas e estimular os antagonistas limitando a extensão do movimento voluntário.
- Controla o tónus muscular e a postura.

## Vascularização
- Artéria cerebelar póstero-inferior (Ramo da artéria vertebral)
- Artéria cerebelar ântero-inferior (Ramo da artéria basilar)
- Artéria cerebelar superior ( Ramo da artéria basilar)

As artérias cerebelares anastomosam-se entre si na superfície do cerebelo, na espessura da pia-máter, formando uma rede arterial.
Dois grandes grupos venosos:
- Medianas superiores e medianas inferiores – drenam a região do vérmis superior e inferior, núcleos profundos e terminam nos seios transversos;
- Veia do vérmis superior – drena para a veia cerebral magna;
- Veia do vérmis inferior – drena para os seios recto e transverso;
- Laterais superiores e laterais inferiores – drenam a região dos hemisférios cerebelares, terminando nos seios petrosos superiores ou nos transversos.

## Patologia
O cerebelo fica localizado posterior ao tronco encefálico, abaixo do cérebro.
Quando o cerebelo é lesado, os principais sintomas são:
- Descoordenação dos movimentos (ataxia), se manifesta principalmente nos membros, sendo como característica principal a marcha atáxica;
- Perda do equilíbrio, o doente tende a abrir as pernas para ampliar a base de sustentação;
- Diminuição do tônus da musculatura esquelética (hipotonia) - Perda de resistência muscular à palpação/movimento passivo; Perda de influência do cerebelo nos reflexos de estiramento;
- Dismetria: dificuldade para "calcular" o movimento. Pode-se testar pedindo ao paciente para que toque a ponta do nariz com dedo indicador;
- Decomposição: os movimentos são decompostos, realizados em etapas por cada articulação;
- Disdiadococinesia: dificuldade para realizar movimento rápida e alternadamente. Pode-se testar pedindo ao paciente que toque com o polegar os dedos indicador e médio;
- Rechaço: ao se pedir ao paciente que flexione cotovelo contra resistência, ao retirar a mão, o braço do paciente tende a ir contra o tórax pela demora da ação da musculatura extensora;
- Tremor: tremor que se acentua ao final do movimento(tremor intencional);
- Mudanças posturais e alteração da marcha: Cabeça flectida e rodada; Ombro homolateral descaído; A pessoa cambaleia para o lado da lesão; Tremor de intenção; Movimentos involuntários de oscilação rítmica quando estes são direcionados a um alvo;
- Distúrbios no movimento ocular: Nistagmo (ataxia dos músculos oculares); Movimento rítmico oscilatório dos olhos;
- Distúrbios na fala: Disartria por ataxia dos músculos da laringe; Articulação de palavras irregular.

As lesões hemisféricas do cerebelo manifestam-se do mesmo lado afetado. Já a lesão do vérmis acarreta perda equilíbrio com alargamento da base de sustentação na posição bípede e marcha atáxica.

### O cerebelo e o autismo
Involução do vérmis e hemisférios visto em RM de autistas sugere que esta anormalidade possa ser responsável pelo défice de atenção, modulação sensorial, motor e comportamental característicos do autismo;
Estudos neuropatológicos em autistas revelam:
1.Diminuição do número de células de Purkinje e células granulares no vérmis e hemisférios;
2.Perda de neurónios no núcleo fastigial podendo começar no período pré-natal.

### Síndrome do vérmis
- Causa mais comum: meduloblastoma do vérmis;
- Falta de coordenação motora na cabeça e tronco;
- Tendência para cair para a frente e para trás;
- Pode existir dificuldade em manter o tronco erecto.

### Síndrome hemisférico cerebelar
- Causa mais comum: tumor de um hemisfério cerebelar;
- Sinais e sintomas usualmente unilaterais;
- Os movimentos dos membros ficam alterados;
- Balanceio e queda para o lado da lesão;
- Disartria e nistagmo;
- Incapacidade de mover todos os segmentos de um membro em conjunto e de modo coordenado.

### Ataxia de Friedreich
A ataxia de Friedreich é uma doença degenerativa hereditária, que afecta o cerebelo e as partes posterior e externa da medula espinhal. O núcleo dentado exibe uma perda moderada de neurónios e os pedúnculos cerebelares médio e superior têm um tamanho reduzido. Verifica-se ainda uma perda das células de Purkinje no vérmis superior do cerebelo e dos neurónios na porção correspondente do núcleo olivar inferior. O núcleo dentado apresenta habitualmente uma perda celular severa. O sistema vestibular e auditivo também são afectados, pelo que se verifica um aumento da gliose nestes locais, principalmente ao nível dos núcleos: vestibular médio, coclear e olivar superior. 
A degeneração do cerebelo foi revelada pela marcha alterada, movimentos desajeitados do braço direito, tendência a cair para o lado direito, tremor de intenção do braço e da perna direitos, hipotonia do braço e da perna direitos e nistagmo nos dois olhos. 
- Envolvimento do fascículo grácil foi evidenciado pela perda de sensibilidade vibratória, da discriminação entre dois pontos e da sensibilidade músculo-articular, nos membros inferiores;
- A degeneração do tracto córtico-espinhal resultou na fraqueza das pernas e na presença de resposta plantar de Babinski. Os reflexos rotulianos deviam-se ao envolvimento dos reflexos motores superiores, excepto os do tracto córtico-espinhal;
- A perda dos reflexos aquilianos deve-se à interrupção dos arcos reflexos, nos níveis medulares S1 e S2, pelo processo degenerativo;
- O pé cavo e a escoliose podem ser atribuídos ao tónus muscular da perna e tronco alterado, durante vários anos.